# 22. siječnja
22. siječnja (22. 1.) 22. je dan godine po gregorijanskom kalendaru.
Do kraja godine imaju još 343 dana (344 u prijestupnoj godini).

## Događaji
- 613. – Okrunjen je bizantski car Konstantin III.
- 1506. – U Vatikan stiže prvih 150 plaćenika Švicarske garde.
- 1901. – Umrla je britanska kraljica Viktorija te ju je isti dan naslijedio sin Eduard VII.
- 1905. – Započela je Ruska revolucija 1905. godine.
- 1993. – Započela je Operacija Maslenica, oslobodilačka operacija Oružanih Snaga Republike Hrvatske i pripadnika Ministarstva unutrašnjih poslova RH, kojom je oslobođeno zadarsko zaleđe, Masleničko ždrilo i zračna luka Zemunik, a naknadno je oslobođena i brana Peruča.

| - 1440. – Ivan III., moskovski veliki knez († 1505.) - 1561. – Francis Bacon, engleski filozof, jedan od osnivača moderne znanosti i moderne filozofije († 1626.) - 1729. – Gotthold Ephraim Lessing, njemački književnik († 1781.) - 1788. – George Gordon Byron, engleski književnik († 1824.) - 1849. – August Strindberg, švedski književnik († 1912.) - 1875. – David Wark Griffith, američki filmski redatelj ( † 1948.) - 1878. – Toma Rosandić, hrvatski kipar († 1958.) - 1891. – Antonio Gramsci, talijanski marksistički filozof († 1937.) - 1904. – George Balanchine, ruski baletni koreograf († 1983.) - 1906. – don Dinko Vranković, hrvatski svećenik († 1970.) - 1908. – Josip Salač, zagrebački biskup († 1975.) - 1945. – Christoph Schönborn, austrijski kardinal - 1981. – Borko Perić, hrvatski glumac | - 1850. – Vinko Pallotti, talijanski redovnik i svetac (* 1795.) - 1901. – Viktorija, kraljica Ujedinjenog Kraljevstva (* 1819.) - 1922. – Fredrik Bajer, danski političar i pisac, dobitnik Nobelove nagrade za mir (* 1837.) - 1925. – Fanny Bullock Workman, američka geografkinja, kartografkinja i istraživačica (* 1859.) - 1945. – Else Lasker-Schüler, njemačka književnica (* 1869.) - 1973. – Lyndon B. Johnson, američki političar i predsjednik (* 1908.) - 1985. – Stjepan Cek, slovenski katolički svećenik (* 1913.) - 2008. – Heath Ledger, australski glumac (* 1979.) - 2010. – Jean Simmons, britanska filmska glumica (* 1929.) - 2022. – Aki Rahimovski, pjevač sastava Parni valjak (* 1955.) - 2022. – Željko Mavrović, hrvatski glumac (* 1947.) - 2023. – Silvija Luks, hrvatska televizijska novinarka i urednica (* 1944.) |

## Blagdani i spomendani
- Vinko, đakon i mučenik: Vincekovo
- Dan svetosti života u SAD-u.

## Imendani
- Anastazije
- Vinka
- Irena
- Vice